# Yellowjackets (serial telewizyjny)
Yellowjackets to amerykański serial dramatyczny z gatunku thriller/horror, tworzony przez  Ashley Lyle i Barta Nickersona. Główna obsada dzieli się na młode wersje postaci z roku 1996, grane przez Sophie Nélisse, Jasmin Savoy Brown, Sophie Thatcher, Samantha Hanratty, Liv Hewson oraz Courtney Eaton, a także ich starsze wersje w skład których wchodzi Melanie Lynskey, Tawny Cypress, Juliette Lewis, Christina Ricci, Lauren Ambrose i Simone Kessell.  
Serial miał premierę na kanale Showtime 14 listopada 2021 roku i zdobył wysokie uznanie wśród krytyków, szczególnie za grę aktorską oraz historię. W skład ich osiągnięć zalicza się siedem nominacji nagrody Primetime Emmy Award, w tym za Najlepszy serial dramatyczny oraz nominacje aktorskie dla Lynskey i Ricci. Premiera drugiego sezonu odbyła się 26 marca 2023 roku, a zamówienie na sezon trzeci zostało złożone jeszcze w grudniu 2022 po zakończeniu sezonu pierwszego.

## Fabuła
W 1996 roku licealny, żeński zespół piłki nożnej z New Jersey wyjeżdża na zawody do Seattle. Podczas przelotu nad Kanadą, samolot rozbija się, a ocalałe zawodniczki próbują znaleźć sposób na przetrwanie dziewiętnastu miesięcy w dziczy. Serial ukazuje dwie linie czasowe - w roku 1996, kiedy drużyna posuwa się do kanibalizmu, aby przetrwać oraz 2021, który obejmuje czasy 25 lat po uratowaniu ocalałych. Serial skupia się przede wszystkim na problemach psychicznych bohaterek oraz na wspólnej traumie, zbudowanej na problemach przebytych przez bohaterki w dziczy.

## Obsada
- Melanie Lynskey oraz Sophie Nélisse jako dorosła oraz nastoletnia wersja Shauny Shipman. Shauna w liceum była przyjaciółką Jackie, ale jednocześnie prowadziła romans z jej chłopakiem, Jeffem. Przed rozbiciem przyjęto ją do Uniwersytetu Browna. Po wypadku adaptuje się do życia w dziczy i zaprzyjaźnia się z Taissą. Krótko po tym odkrywa, że jest w ciąży. W dorosłym życiu wyszła za Jeffa, ale jest niezadowolona ze swojego życia i nadszarpniętej relacji z nastoletnią córką Callie.
- Tawny Cypress i Jasmin Savoy Brown jako dorosła oraz nastoletnia wersja Taissy Turner. W liceum Taissa była zdeterminowana do wygrania finałów w piłkę nożną i posuwa się do uszkodzenia współzawodniczki Allie podczas treningu, która zaniżała ich wyniki. Jest w ukrytym związku z Vanessą. Po rozbiciu samolotu zaczyna lunatykować, co prowadzi do fugi dysocjacyjnej. W dorosłym życiu jest w trakcie rozwodu z żoną Simone z którą wychowuje adoptowanego syna, Sammy'ego i prowadzi kampanię wyborczą do Senatu stanu New Yersey.
- Ella Purnell jako Jackie Taylor. W liceum Jackie jest kapitanem drużyny Yellowjackets, przyjaźni się z Shauną i umawia się z Jeffem. Przed wypadkiem została zaakceptowana do Uniwersytetu Rutgersa.
- Steven Krueger jako Ben Scott, asystent trenerski drużyny Yellowjackets. Podczas rozbicia samolotu jego noga została poważnie uszkodzona, przez co większość czasu spędza leżąc. Jest jedynym dorosłym, który przeżył wypadek.
- Warren Kole i Jack DePew jako Jeff Sadecki. W liceum chłopak Jackie, w dorosłej wersji mąż Shauny i ojciec Callie.
- Christina Ricci i Samantha Hanratty jako dorosła i nastoletnia wersja Misty Quigley. W liceum Misty zajmuje się zarządzaniem sprzętem zespołu Yellowjackets. Jest częstą ofiarą zastraszania i żartów z jej osoby pod względem jej stanu psychicznego. W dziczy demonstruje swoje umiejętności przetrwania. W dorosłym życiu pracuje w domu opieki.
- Juliette Lewis i Sophie Thatcher jako dorosła i nastoletnia wersja Natalie "Nat" Scatorccio. W liceum uznawana za rebeliantkę i często wchodzi w konflikt z współzawodniczkami zespołu na temat jej problemów z alkoholem i narkotykami. W dziczy jest najlepszą myśliwą i prowadzi związek z Travisem. Jako dorosła wraca do New Jersey po ukończeniu kolejnego odwyku opłaconego przez Taissę, ale jej trzeźwość jest zaburzana przez śmierć Travisa, co prowadzi ją do myśli samobójczych.
- Simone Kessell i Courtney Eaton jako dorosła i nastoletnia wersja Lottie Matthews. Lottie choruje na schizofrenię, a jej rodzice opłacili prywatny samolot. który rozbił zespół w dziczy. Po wypadku jej zapas leków kończy się, przez co jej halucynacje natężają się. Po odnalezieniu zostaje przeniesiona do szpitala psychiatrycznego w Szwajcarii. Jako dorosła rozpoczęła karierę uzdrowicielki duchowej i prowadzi oazę Camp Green Pine. Pomimo wyleczenia, jej wizje nawracają.
- Lauren Ambrose i Liv Hewson jako dorosła i nastoletnia wersja Vanessy "Van" Palmer. W liceum Van jest w ukrytym związku z Taissą. Po rozbiciu samolotu prawie spala się żywcem we wraku, ale cudem udaje jej się z niego wydostać. Następnie w trakcie ekspedycji zostaje dotkliwie pogryziona przez stado wilków, które rozrywają jej szczękę, co pozostawia permanentną bliznę na lewej części twarzy. W dorosłym życiu jest właścicielką sklepu video i cierpi na raka.
- Andres Soto i Kevin Alves jako dorosła i nastoletnia wersja Travisa Martineza. Travis jest synem trenera Martineza i bratem Javi'ego. Po rozbiciu razem z Nat pełni rolę myśliwego i wchodzi z nią w związek. W dorosłym życiu Travis ma problemy z narkotykami i alkoholem. Natalie odkrywa jego list samobójczy i razem z Misty próbują rozwiązać sprawę jego morderstwa.

## Premiera
Premiera serialu odbyła się 10 listopada 2021 roku w Hollywood Legion Post 43 w Los Angeles. Serial zadebiutował na Showtime 14 listopada. Drugi sezon miał premierę 26 marca 2023 i odcinki zostały udostępnione dwa dni wcześniej dla subskrybentów Showtime.
Pierwszy sezon został wydany na DVD i Blu-ray 19 lipca 2022 roku.